# Muldvarpen - Undercover i Nordkorea
Muldvarpen - Undercover i Nordkorea er en dokumentarserie i tre afsnit tilrettelagt af Mads Brügger. Dokumentaren udkom den 11. oktober 2020 og er en coproduktion mellem danske DR, britiske BBC, norske NRK og svenske SVT.
Dokumentarserien handler om en dansk førtidspensioneret kok, der som muldvarp gennem ti år infiltrerer den internationale nordkoreanske venskabsforening og introducerer formanden for en falsk milliardær, der sidenhen indgår aftale med styret om at opføre en underjordisk våben- og metamfetaminfabrik på en ugandisk ø i Victoriasøen. Dokumentaren søger med de skjulte optagelser af forhandlingerne med regimets repræsentanter at dokumentere, at Nordkorea ignorerer De Forenede Nationers (FNs) sanktioner for at skaffe olie og penge.

## Medvirkende
- Ulrich Larsen (født 5 september 1976) er en dansk familiefar og tidligere kok, der bliver muldvarp i den nordkoreanske venskabsforening i Danmark og får en tæt relation til den internationale venskabsforenings formand, Alejandro Cao de Benós. Ulrich Larsen brugte 10 år på at infiltrere flere foreninger og Nordkorea og beviste hvordan sanktioner omgås for at skaffe valuta til Nordkorea.
- Jim Latrache-Qvortrup – en forhenværende soldat i Fremmedlegionen og en stor kriminel kokainpusher i det danske jetsetmiljø, der i dokumentaren agerer agent provocateur i rollen som rigmanden Mr. James.
- Alejandro Cao de Benós – formanden for den internationale nordkoreanske venskabsforening, Korean Friendship Association (KFA)
- Annie Machon – en tidligere engelsk MI5-agent, der i dokumentaren debriefer Larsen og Latrache-Qvortrup
- Anders Kristensen – formand for Venskabsforeningen Danmark – Den Demokratiske Folkerepublik Nordkorea

## Modtagelse

### Seertal
Første afsnit blev på premieredagen set af 413.000 på DR 1 og DR TV, mens henholdsvist andet og tredje afsnit blev streamet 41.000 og 27.000 gange samme dag.

### Anmeldelser og priser
| Anmeldernes vurdering | Anmeldernes vurdering |
| Kilde                 | Vurdering             |
| --------------------- | --------------------- |
| Politiken             | [ 4 ]                 |
| Berlingske            | [ 5 ]                 |
| Jyllands-Posten       | [ 6 ]                 |
| Filmmagasinet Ekko    | [ 7 ]                 |
| Soundvenue            | [ 8 ]                 |
| Dagbladet             | [ 9 ]                 |

Dokumentarserien fik store roser i både danske og udenlandske medier. Politikens anmelder uddelte fem ud af seks hjerter og beskrev dokumentaren som både overbevisende og nervepirrende, mens Berlingske og Jyllands-Postens anmeldere gav den fem ud af seks stjerner og kaldte den henholdsvist mageløst underholdende og vildt imponerende. Soundvenues anmelder uddelte ligeledes fem ud af seks stjerner og roste Brügger som tidens mest interessante danske dokumentarinstruktør. Ekkos anmelder Bo Tao Michaëlis gav også fem ud af seks stjerner og skrev, at dokumentaren var forrygende fascinerende fra start til slut. Det norske Dagbladets anmelder gav fem ud af seks stjerner, kaldte dokumentaren sensationel og skrev, at den er blandt få dokumentarer med sprængkraft nok til at forandre verden. The Guardian, The Telegraph og The Times omtalte dokumentaren som ekstraordinær og absurd modig.
| „ | Mads Brügger har gjort det halvgeniale scoop at sætte amatøren, førtidspensionisten og lejlighedsspionen Ulrich sammen med den mere drevne og professionelle Mr. James alias Jim Latrache-Qvortrup, der er forhenværende legionær i Fremmedlegionen og har siddet i spjældet for kokainsmugling. Hvor Ulrich i sin anonyme, rækkehusstille og forstadsdanske fremtoning ligner en yngre og smallere Søren Pape med skaldet isse, milde øjne og skævt smil, så er Jim mere Pierce Brosnan som James Bond i blå blazer, hvide bukser og charmeklud. | “ |
|   | — Bo Tao Michaëlis |   |

I 2021 modtog dokumentaren en Robert i kategorien Årets dokumentarfilm.

### Politiske reaktioner
Dagen efter dokumentarens udgivelse erklærede Danmark og Sveriges udenrigsministre, Jeppe Kofod og Ann Linde, at de agtede at gøre FNs sanktionskomité og Den Europæiske Union (EU) opmærksom på dens afsløringer. Brügger udtalte i den forbindelse, at han gerne ville dele filmholdets materiale med sanktionskomitéen i FN. Larsen blev allerede inden dokumentarens premiere indkaldt til et møde i FNs sanktionskomité for at udlevere og bekræfte oplysninger om "et forretningssamarbejde i et afrikansk land foreslået af KFA".
| „ | Vi har en enorm mængde materiale. Jeg vil gerne mødes med FN's ekspertpanel om Nordkorea for at starte en dialog om, hvad de kunne være interesserede i. [...] Hvis filmen på nogen måde kan hjælpe med at bremse Nordkoreas ihærdighed i forhold til at bryde sanktioner og sprede deres våben ud over hele verden, vil jeg være meget glad. | “ |
|   | — Mads Brügger |   |

Rådgiveren for Nordkoreas ambassadør i Norden udmeldte, at dokumentaren er fabrikeret til at sætte Nordkorea i et dårligt lys, og at styret ikke har været involveret i nogen form for våbenhandel.
Rådgiveren anklagede i stedet Larsen for selv at have medbragt tegningerne over den underjordiske våbenfabrik, selvom de tilsyneladende bliver udleveret til ham i dokumentaren.
Brügger kaldte reaktionen "fuldstændig absurd", men understregede samtidig, at den ikke overraskede ham.